# Cyperus gracilis
Cyperus gracilis är en halvgräsart som beskrevs av Robert Brown. Cyperus gracilis ingår i släktet papyrusar, och familjen halvgräs. Inga underarter finns listade i Catalogue of Life.

## Bildgalleri

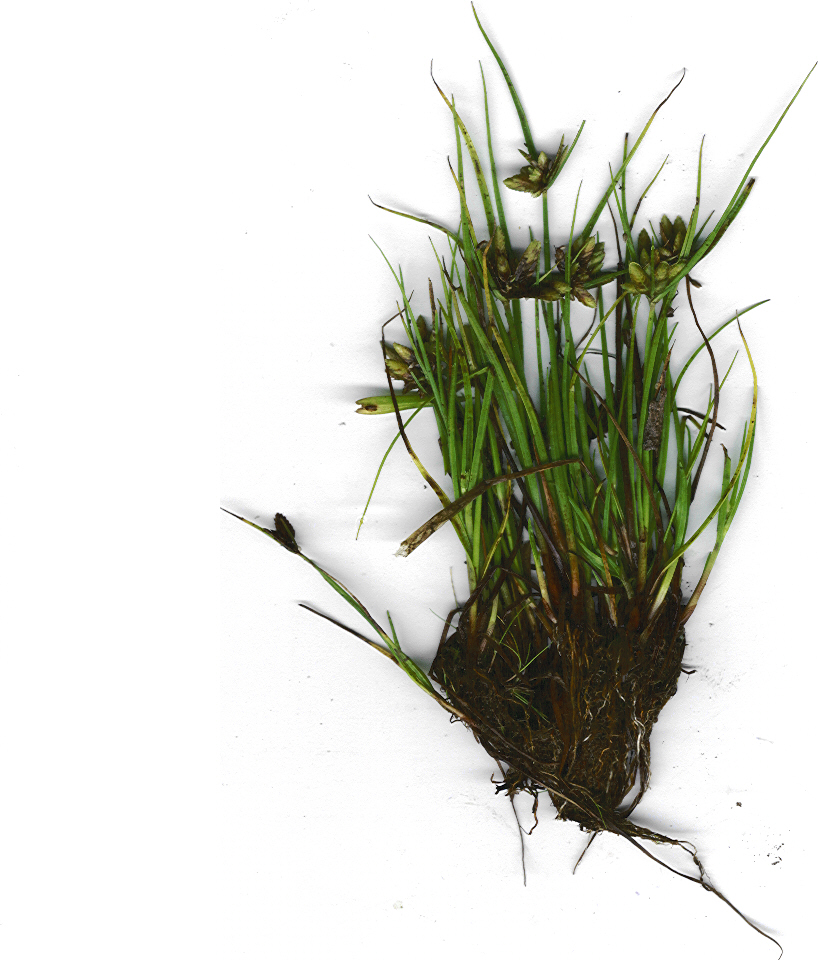
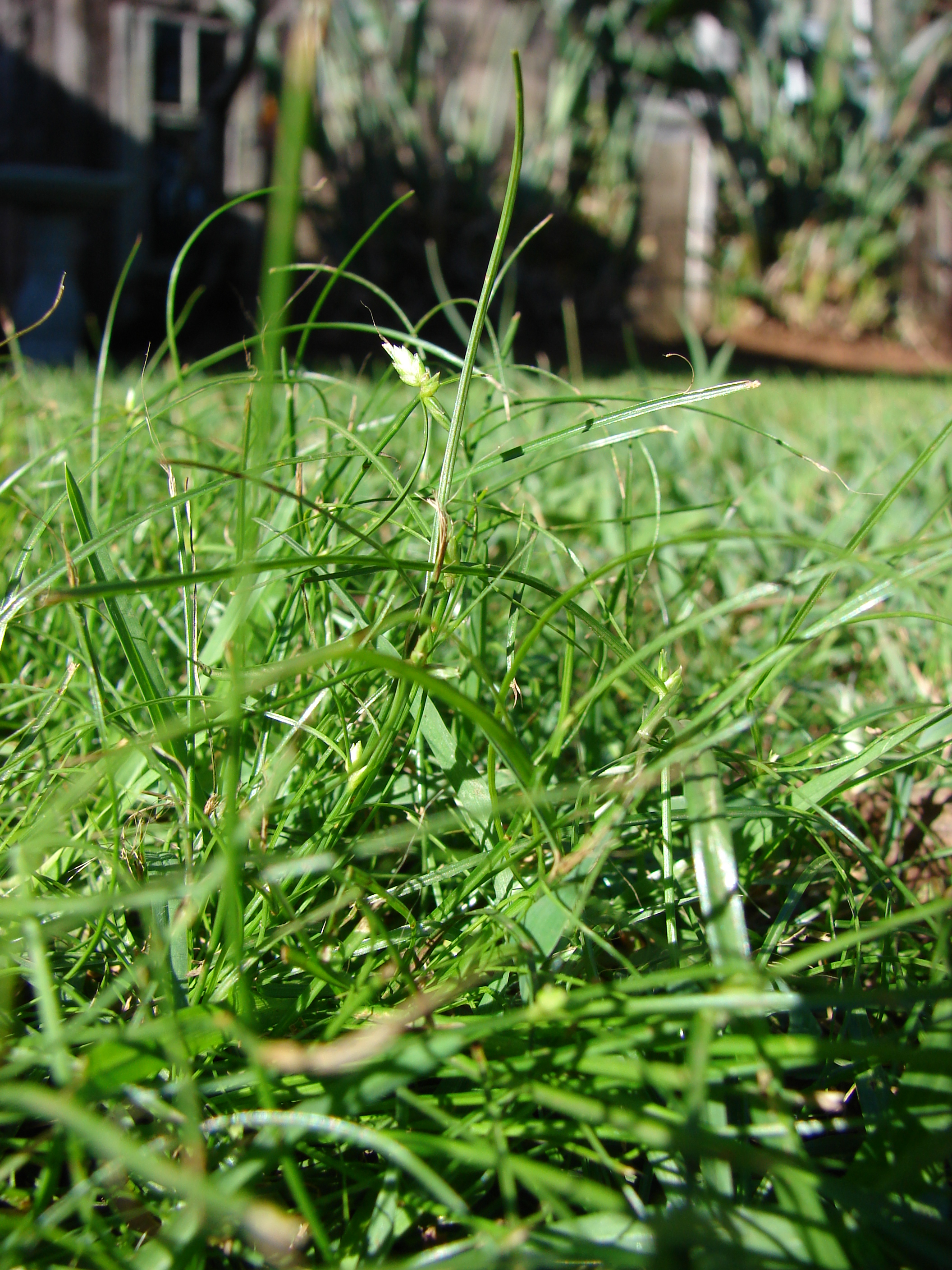
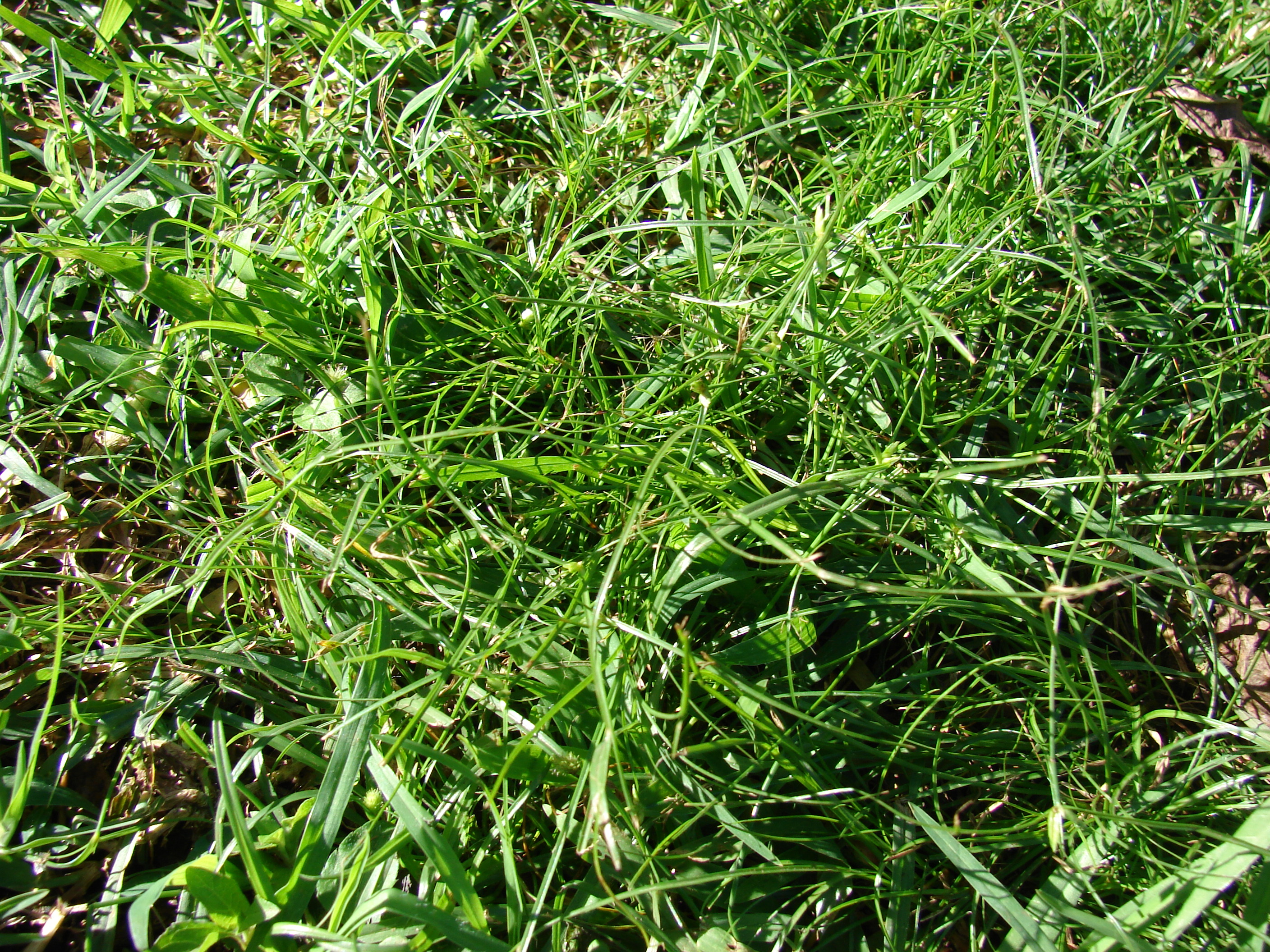
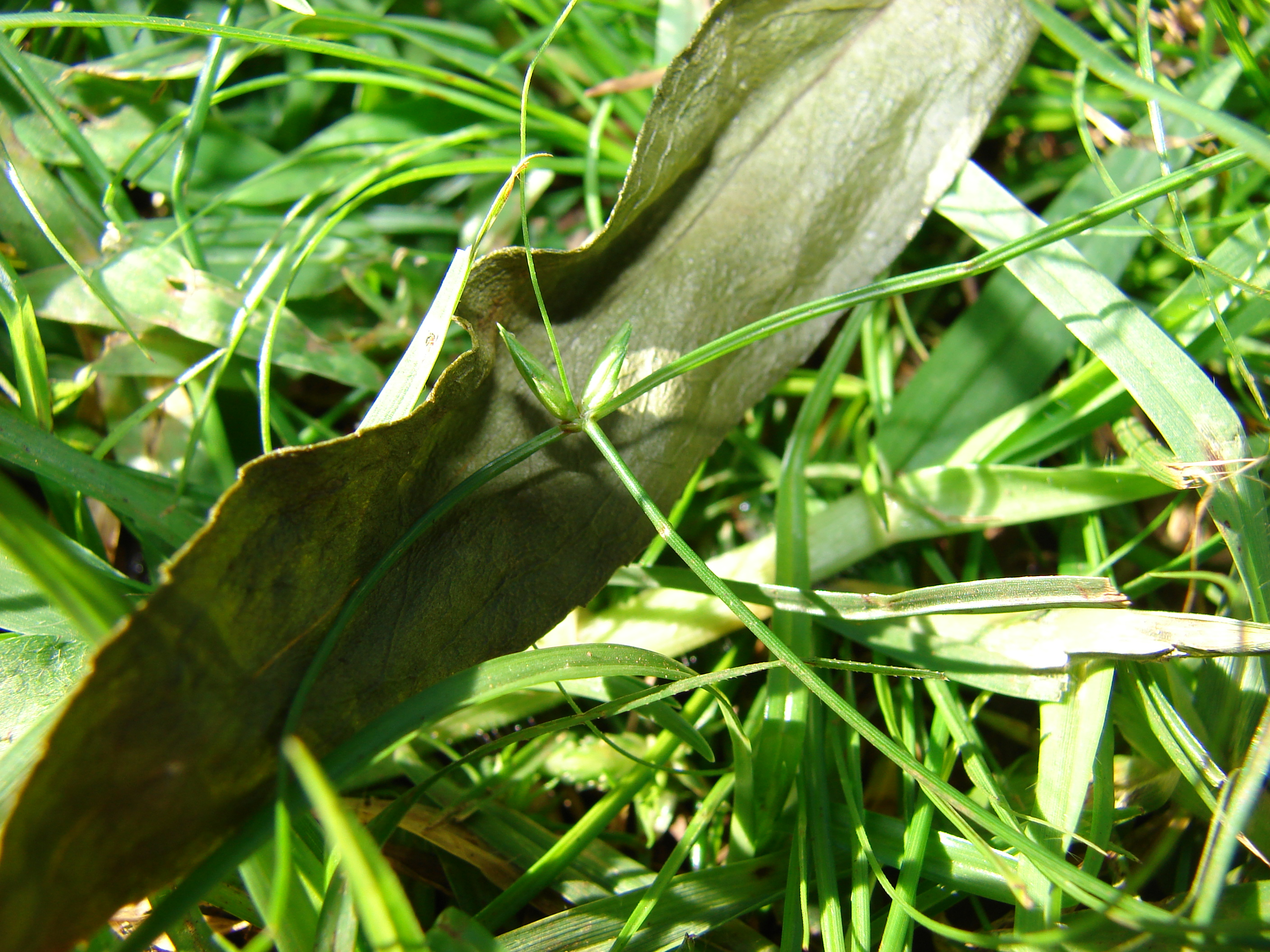